# Palais de justice de Douala

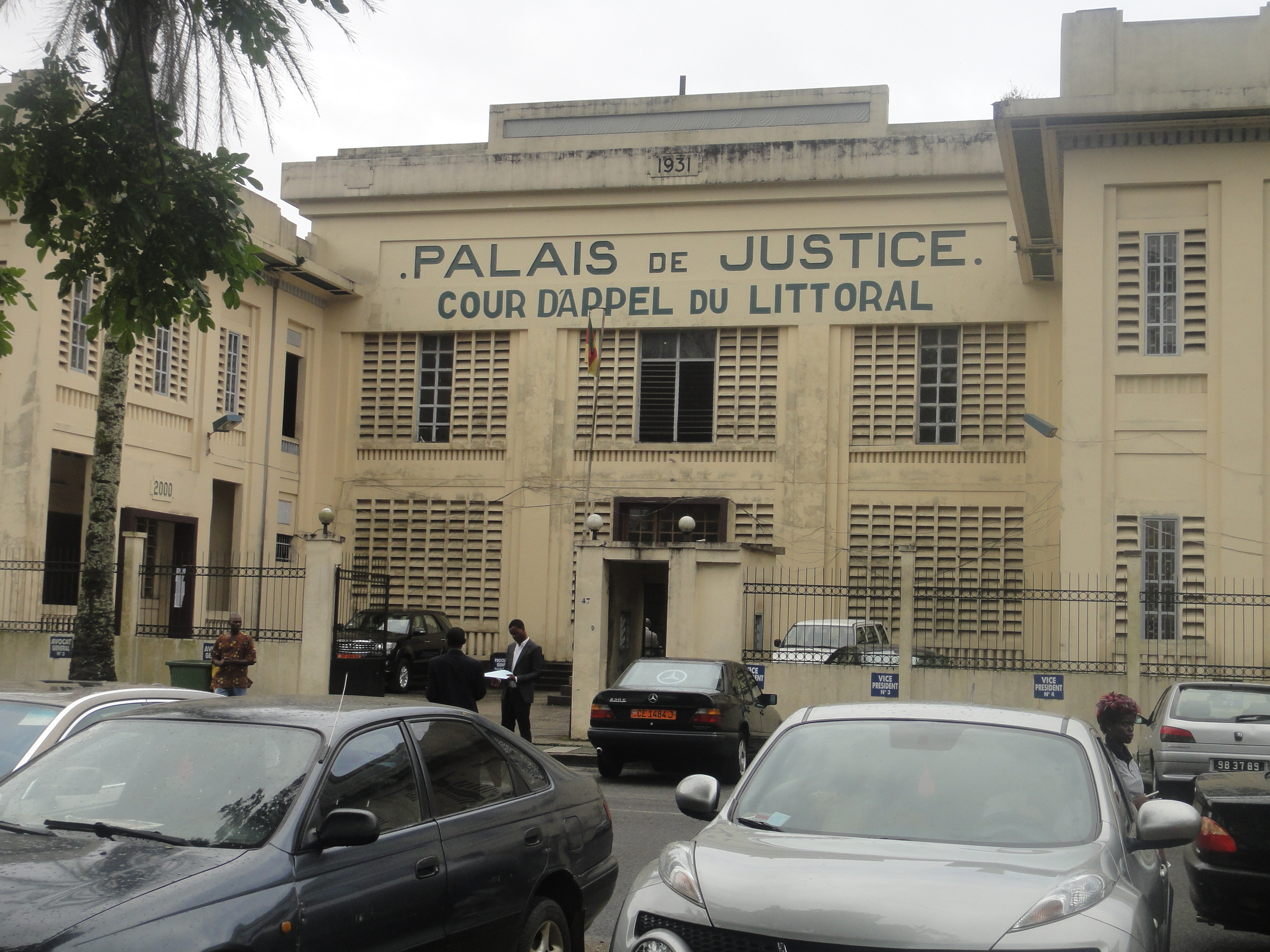
Palais de justice de Bonanjo a Douala

Le palais de justice de Douala est situé dans la commune d'arrondissement de Douala I, quartier Bonanjo de la capitale économique camerounaise. Il abrite aujourd'hui les locaux de la cour d'appel du littoral. Elle siège au chef-lieu de la region. La cour d'appel est compétente pour statuer à l'encontre des décisions rendues par les juridictions autres que la Cour suprême.

## Histoire
Après avoir été lors de l'occupation allemande le tribunal des races, ce bâtiment qui abritait sous le règne français l'ancienne résidence du chef de circonscription, devint en 1930, la cour d'appel du littoral. Pendant l'année 2000, les aménagements institués par le ministère de la justice lui octroient deux pavillons supplémentaires.

## Le Palais aujourd’hui

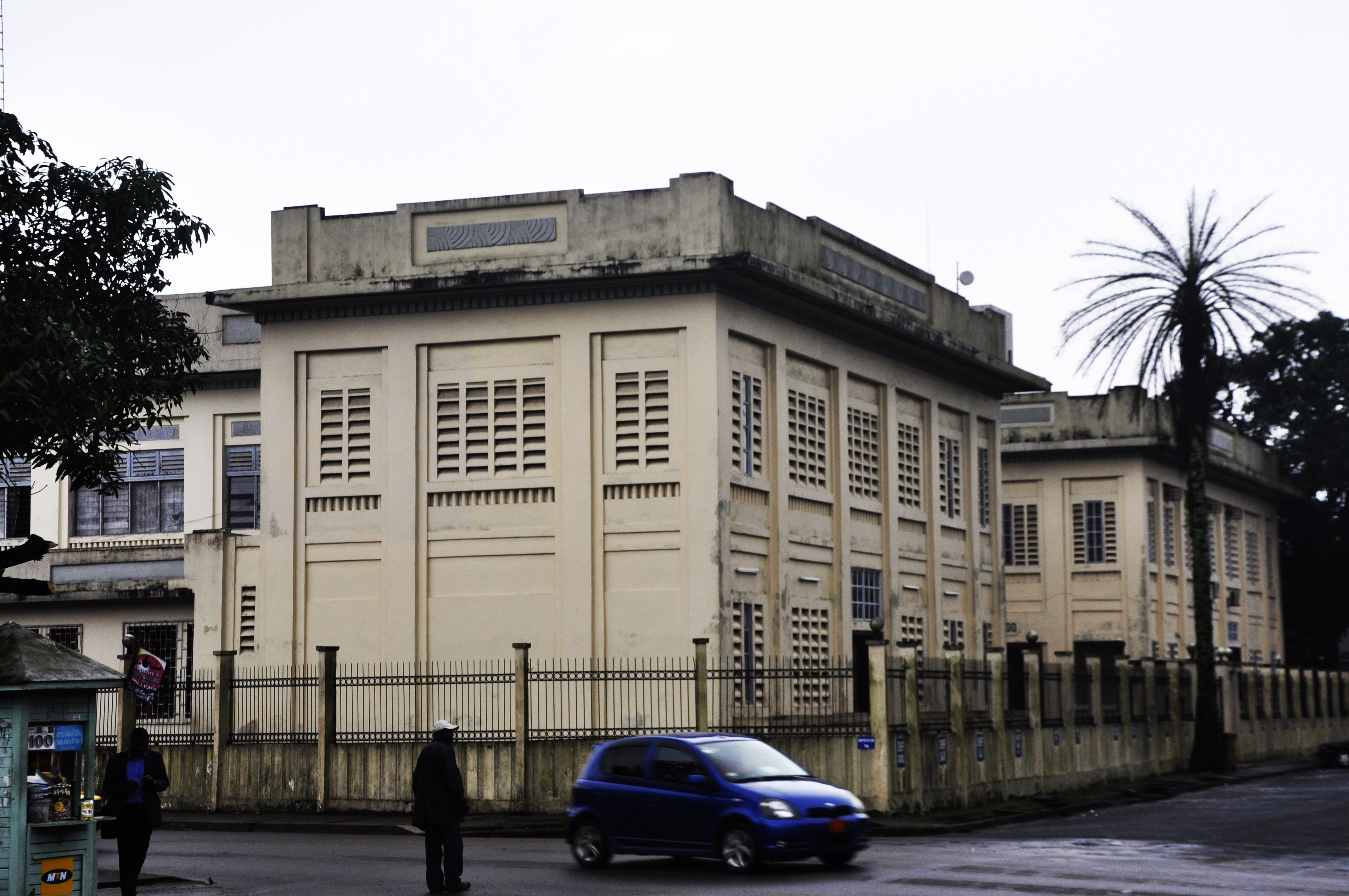
Palais de justice de Douala situé à Bonanjo

De par ses volumes, sa géométrie, il se rapproche plus d'un style architectural appelé Art déco, propre à cette période.
Depuis sa restauration en 2000, le palais a gardé son architecture initiale, et son attrait particulier. Il se distingue par les différentes dates estampillées sur chacune de ces façades, représentants les années de sa transformation à savoir :
- 1931 : Fin de la construction
- 2000 : Réaménagements par le ministère de la justice.